# West Coast Main Line
West Coast Main Line (WCML) або Залізниця Західного узбережжя — один з найважливіших залізничних коридорів у Великій Британії, що сполучає найбільші міста країни Лондон та Глазго з такими найважливішими промисловими та культурними центрами, як Бірмінгем, Манчестер, Ліверпуль та Единбург. 
WCML – один із найзавантаженіших залізничних маршрутів у Європі зі змішаним (пасажирським та вантажним) рухом, що інтенсивно здійснює як пасажирські – міжміські, регіональні та приміські, так і вантажні залізничні перевезення.
Основний маршрут WCML проходить між Лондоном та Глазго, має довжину 642 км і був відкритий частинами, у 1837 — 1869 роках. 
З додатковими лініями, що відгалужуються на Нортгемптон, Бірмінгем, Манчестер, Ліверпуль і Единбург, загальна довжина WCML  становить 1127 км 
.
Залізниця Глазго — Единбург через Карстейрс сполучає WCML з Единбургом, проте основним маршрутом Лондон — Единбург є магістраль East Coast Main Line. 
Кілька дистанцій WCML є частиною мережі приміських залізниць у Лондоні, Ковентрі, Бірмінгемі, Ліверпулі, Манчестері та Глазго, з багатьма меншими приміськими станціями.
WCML — також один із найзавантаженіших вантажних маршрутів у Європі, на нього припадає 40% всіх вантажних перевезень залізниць Великої Британії. Лінія є основним залізничним вантажним коридором, що сполучає материкову частину Європи (через Євротунель під Ла-Маншем), через Лондон і Південно-Східну Англію, із Західним Мідлендом, Північно-Західною Англією та Шотландією
.
Залізниця оголошена стратегічним європейським маршрутом і має статус пріоритетного маршруту Транс'європейських мереж (TEN).
Спочатку WCML не був задуманий як єдиний маршрут, а був побудований як мозаїка місцевих ліній, які були пов’язані разом, побудовані різними компаніями, найбільша з яких об’єдналася в 1846 році, та створили London and North Western Railway (LNWR) , яка потім поступово поглинула більшість інших; 
винятком були Caledonian Railway в Шотландії та North Staffordshire Railway (NSR), що залишалися незалежними до 1923 року. 
Основний маршрут був здебільшого побудований між 1830-ми і 1850-ми роками, але кілька відсічених маршрутів і відгалужень було побудовано в наступні десятиліття. 
У 1923 році весь маршрут перейшов у власність London, Midland and Scottish Railway (LMS).
Сама LMS була націоналізована в 1947 році, та стала частиною Британських залізниць (BR).
Будучи найважливішим залізничним магістральним маршрутом великої відстані у Великій Британії, BR здійснив широку програму модернізації WCML з кінця 1950-х до початку 1970-х років, яка включала повну електрифікацію маршруту та запровадження сучасних міжміських пасажирських перевезень. обслуговування на швидкості до 177 км/год. 
Були запропоновані подальші невдалі схеми модернізації, включно з впровадженням вдосконаленого пасажирського поїзда (APT) у 1980-х роках: високошвидкісний потяг, який використовував технологію нахилу, яка була потрібна для забезпечення більшої швидкості на звивистому маршруті, і невдалий InterCity 250 на початку 1990-х років. 
Подальша модернізація маршруту остаточно відбулася у 2000-х років у період приватизації, яка призвела до підвищення швидкості до 201 км/год і впровадження потягів British Rail Class 390, із кузовом, що нахиляється.
Оскільки велика частина лінії має максимальну швидкість 201 км/год, вона відповідає визначенню Європейського Союзу оновленої високошвидкісної лінії
, 
хоча тільки British Rail Class 390 і British Rail Class 221 із кузовом, що нахиляється, під орудою Avanti West Coast, рухаються з такою швидкістю. 
Поїзди без нахилу обмежені до 177 км/год. 

## Рухомий склад

### Приміські/регіональні поїзди
| Серія                  | Клас        | Фото | Тип | Вагонів у потязі | Найвища швидкість | Найвища швидкість | Кількість | Оператор                                     | Маршрути | Побудований        |
| Серія                  | Клас        | Фото | Тип | Вагонів у потязі | mph               | km/h              | Кількість | Оператор                                     | Маршрути | Побудований        |
| ---------------------- | ----------- | ---- | --- | ---------------- | ----------------- | ----------------- | --------- | -------------------------------------------- | --- | ------------------ |
| Sprinter               | Class 153   |      | DMU | 1                | 75                | 120               | 8         | Transport for Wales Rail                     | Честер — Крю | 1987–1988          |
| Sprinter               | Class 156   |      | DMU | 2                | 75                | 120               | 90        | ScotRail                                     | Glasgow South Western Line | 1987–89            |
| Sprinter               | Class 158   |      | DMU | 2                | 90                | 145               | 61        | Northern Trains, KeolisAmey Wales            | Залізниця Сеттл — Карлайл-Цитадель, Залізниця Вулвергемптон — Шрусбері, Кембрійська залізниця, Залізниця Шрусбері — Честер | 1989–92            |
| Sprinter               | Class 158   | 3    | DMU | 8                | 90                | 145               |           | Northern Trains, KeolisAmey Wales            | Залізниця Сеттл — Карлайл-Цитадель, Залізниця Вулвергемптон — Шрусбері, Кембрійська залізниця, Залізниця Шрусбері — Честер | 1989–92            |
| Bombardier Turbostar   | Class 170   |      | DMU | 2                | 100               | 161               | 11        | ScotRail, CrossCountry, West Midlands Trains | Залізниця Абердин — Інвернесс, Borders Railway, Залізниця Единбург — Абердин, Fife Circle Line, Мерігілльська залізниця, Кардіфф-Центральний — Ноттінгем, Бірмінгем-Нью-стріт — Ноттінгем, Бірмінгем-Нью-стріт — Аеропорт Станстед, Бірмінгем-Нью-стріт — Лестер, Birmingham to Worcester via Bromsgrove Line, Залізниця Вулвергемптон — Шрусбері, Snow Hill Lines | 1998–2002          |
| Bombardier Turbostar   | Class 170   | 3    | DMU | 22               | 100               | 161               |           | ScotRail, CrossCountry, West Midlands Trains | Залізниця Абердин — Інвернесс, Borders Railway, Залізниця Единбург — Абердин, Fife Circle Line, Мерігілльська залізниця, Кардіфф-Центральний — Ноттінгем, Бірмінгем-Нью-стріт — Ноттінгем, Бірмінгем-Нью-стріт — Аеропорт Станстед, Бірмінгем-Нью-стріт — Лестер, Birmingham to Worcester via Bromsgrove Line, Залізниця Вулвергемптон — Шрусбері, Snow Hill Lines | 1998–2002          |
| Alstom Coradia         | Class 175   |      | DMU | 2                | 100               | 161               | 11        | KeolisAmey Wales                             | Голігед — Кардіфф-Центральний та Лланеллі через Лландидно Аеропорт Манчестер та Манчестер-Пікаділлі до Бангор через Лландидно, Манчестер-Пікаділлі Крю Честер — Кардіфф-Центральний, Суонсі, Мілфорд-Гейвен | 1999–2001          |
| Alstom Coradia         | Class 175   | 3    | DMU | 16               | 100               | 161               |           | KeolisAmey Wales                             | Голігед — Кардіфф-Центральний та Лланеллі через Лландидно Аеропорт Манчестер та Манчестер-Пікаділлі до Бангор через Лландидно, Манчестер-Пікаділлі Крю Честер — Кардіфф-Центральний, Суонсі, Мілфорд-Гейвен | 1999–2001          |
| Siemens Desiro         | Class 185   |      | DMU | 3                | 100               | 160               | 51        | TransPennine Express                         | TransPennine North West | 2005–2006          |
|                        | Class 318   |      | EMU | 3                | 90                | 145               | 21        | ScotRail                                     | Глазго-Центральний до Ланарк та Карстейрс | 1985–86            |
|                        | Class 319   |      | EMU | 4                | 100               | 160               | 39        | London Northwestern Railway, Northern Trains | Юстон до Трінг, Мілтон-Кінз-Центральний та Нортгемптон, Ліверпуль та Воррінгтон-Бенк-Квей до Престон, Манчестер-Вікторія до Ліверпуль через Ерлстаун, Крю— Манчестер-Пікаділлі | - 1987–1988 - 1990 |
|                        | Class 320/3 |      | EMU | 3                | 90                | 145               | 22        | ScotRail                                     | North Clyde Line, Argyle Line, Whifflet Line | 1990               |
|                        | Class 320/4 |      | EMU | 3                | 100               | 160               | 12        | ScotRail                                     | North Clyde Line, Argyle Line, Whifflet Line | 1989–90            |
|                        | Class 323   |      | EMU | 3                | 90                | 145               | 26        | West Midlands Trains, Northern Trains        | Бірмінгем-Нью-стріт до Реддітч, Лічфілд-Трент-Валлі, Вулвергемптон, Волсолл, Фор-Оакс, Лонгбридж та Бірмінгем-Міжнародний, Крю та Сток-он-Трент до Манчестер-Пікаділлі | 1992–96            |
| CAF Civity             | Class 331   |      | EMU | 3                | 100               | 160               | 31        | Northern Trains                              | Крю — Манчестер-Пікаділлі | 2017–2020          |
| CAF Civity             | Class 331   | 4    | EMU | 12               | 100               | 160               |           | Northern Trains                              | Крю — Манчестер-Пікаділлі | 2017–2020          |
| Alstom Juniper         | Class 334   |      | EMU | 3                | 90                | 145               | 40        | ScotRail                                     | Глазго-Центральний до Ланарк та Карстейрс | 1999–2002          |
| Siemens Desiro         | Class 350/1 |      | EMU | 4                | 110               | 180               | 30        | West Midlands Trains                         | Юстон до Трінг, Мілтон-Кінз-Центральний та Нортгемптон та Бірмінгем-Нью-стріт, Юстон до Ліверпуль-Лайм-стріт через Бірмінгем-Нью-стріт | 2004–2005          |
| Siemens Desiro         | Class 350/2 |      | EMU | 4                | 110               | 180               | 37        | West Midlands Trains                         | Юстон до Трінг, Мілтон-Кінз-Центральний та Нортгемптон та Бірмінгем-Нью-стріт, Юстон до Ліверпуль-Лайм-стріт через Бірмінгем-Нью-стріт | 2008–2009          |
| Siemens Desiro         | Class 350/3 |      | EMU | 4                | 110               | 180               | 10        | West Midlands Trains                         | Юстон до Трінг, Мілтон-Кінз-Центральний та Нортгемптон та Бірмінгем-Нью-стріт, Юстон до Ліверпуль-Лайм-стріт через Бірмінгем-Нью-стріт | 2014               |
| Siemens Desiro         | Class 350/4 |      | EMU | 4                | 110               | 180               | 10        | West Midlands Trains                         | Юстон до Трінг, Мілтон-Кінз-Центральний та Нортгемптон та Бірмінгем-Нью-стріт, Юстон до Ліверпуль-Лайм-стріт через Бірмінгем-Нью-стріт | 2013–2014          |
| Bombardier Electrostar | Class 377/2 |      | EMU | 4                | 100               | 160               | 12        | Southern                                     | Вотфорд-Джакшен — Іст-Кройдон | 2003–2004          |
| Bombardier Electrostar | Class 377/7 |      | EMU | 5                | 100               | 160               | 8         | Southern                                     | Вотфорд-Джакшен — Іст-Кройдон | 2013–14            |
| Siemens Desiro         | Class 380/0 |      | EMU | 3                | 100               | 161               | 22        | ScotRail                                     | Ayrshire Coast Line, Inverclyde Line, North Berwick Line, Paisley Canal Line, Argyle Line, Cathcart Circle Line | 2009–2011          |
| Siemens Desiro         | Class 380/1 | 4    | EMU | 16               | 100               | 161               |           | ScotRail                                     | Ayrshire Coast Line, Inverclyde Line, North Berwick Line, Paisley Canal Line, Argyle Line, Cathcart Circle Line | 2009–2011          |
| Hitachi AT200          | Class 385   |      | EMU | 3                | 100               | 160               | 46        | ScotRail                                     | Shotts Line | 2015-19            |
| Hitachi AT200          | Class 385   | 4    | EMU | 24               | 100               | 160               |           | ScotRail                                     | Shotts Line | 2015-19            |

### Швидкісні поїзди
| Серія              | Клас             | Фото | Тип                     | Вагонів у потязі | Найвища швидкість | Найвища швидкість | Кількість | Оператор                     | Маршрути | Побудований         |
| Серія              | Клас             | Фото | Тип                     | Вагонів у потязі | mph               | km/h              | Кількість | Оператор                     | Маршрути | Побудований         |
| ------------------ | ---------------- | ---- | ----------------------- | ---------------- | ----------------- | ----------------- | --------- | ---------------------------- | --- | ------------------- |
| InterCity 125      | Class 43         |      | Тепловоз                | 7                | 125               | 200               | 12        | CrossCountry                 | Единбурзьке відгалуження WCML між Глазго-Центральне та Единбург-Веверлі перед з'єднанням з ECML | 1975–82             |
| InterCity 125      | Mark 3 Coach     |      | Пасажирський вагон      | 7                | 125               | 200               | 40        | CrossCountry                 | Единбурзьке відгалуження WCML між Глазго-Центральне та Единбург-Веверлі перед з'єднанням з ECML | 1975–88             |
| Bombardier Voyager | Class 220        |      | DEMU                    | 4                | 125               | 200               | 34        | CrossCountry                 | Між Бірмінгем-Нью-стріт і Манчестер-Пікаділлі та між Глазго-Центральне і Единбург-Веверлі до з'єднання з ECML                                                                                             | 2000–01             |
| Bombardier Voyager | Class 221        |      | DEMU                    | 5                | 125               | 200               | 20        | Avanti West Coast            | Послуги між Лондон-Юстон до: Північного Уельсу, Честера, Шрусбері , Блекпул-Норт, Единбург-Веверлі та Глазго-Центральне.                                                                                  | 2001–2002           |
| Bombardier Voyager | Class 221        |      | DEMU                    | 5                | 125               | 200               | 22        | CrossCountry                 | Між Бірмінгем-Нью-стріт і Манчестер-Пікаділлі та між Глазго-Центральне і Единбург-Веверлі до з'єднання з ECML                                                                                             | 2001–2002           |
| Pendolino          | Class 390        |      | EMU                     | 9 or 11          | 125               | 200               | 56        | Avanti West Coast            | Курсує з Лондон-Юстон до Манчестер-Пікаділлі, Ліверпуль-Лайм-стріт, Блекпул-Норт, Вест-Мідлендс, Глазго-Центральний і Единбург-Веверлі, а також Глазго-Центральне/Единбург-Веверлі до Бірмінгем-Нью-стріт | 2001–2004 2010–2012 |
| CAF Civity         | Class 397        |      | EMU                     | 5                | 125               | 200               | 12        | TransPennine Express         | Аеропорт Манчестер та Ліверпуль-Лайм-стріт до Глазго-Центральне та Единбург-Веверлі. | 2017–19             |
| Hitachi AT300      | Class 800 Azuma  |      | Електро-дизельний потяг | 5                | 125               | 200               | 10        | London North Eastern Railway | Единбурзьке відгалуження WCML між Глазго-Центральне та Единбург-Веверлі перед з'єднанням з ECML | 2014–2018           |
| Hitachi AT300      | Class 800 Azuma  | 9    | Електро-дизельний потяг | 13               | 125               | 200               |           | London North Eastern Railway | Единбурзьке відгалуження WCML між Глазго-Центральне та Единбург-Веверлі перед з'єднанням з ECML | 2014–2018           |
| Hitachi AT300      | Class 801 Azuma  |      | EMU                     | 5                | 125               | 200               | 12        | London North Eastern Railway | Единбурзьке відгалуження WCML між Глазго-Центральне та Единбург-Веверлі перед з'єднанням з ECML | 2017–2020           |
| Hitachi AT300      | Class 801 Azuma  | 9    | EMU                     | 30               | 125               | 200               |           | London North Eastern Railway | Единбурзьке відгалуження WCML між Глазго-Центральне та Единбург-Веверлі перед з'єднанням з ECML | 2017–2020           |
| Hitachi AT300      | Class 802 Nova 1 |      | Електро-дизельний потяг | 5                | 125               | 200               | 19        | TransPennine Express         | Аеропорт Манчестер та Ліверпуль-Лайм-стріт до Глазго-Центральне та Единбург-Веверлі. | 2017-2019           |

### Спальні поїзди
| Серія        | Фото | Клас                                          | Вагонів у потязі | ТНайвища швидкість | ТНайвища швидкість | Кількість | Оператор                                            | Маршрути                                                               | Побудований |
| Серія        | Фото | Клас                                          | Вагонів у потязі | mph                | km/h               | Кількість | Оператор                                            | Маршрути                                                               | Побудований |
| ------------ | ---- | --------------------------------------------- | ---------------- | ------------------ | ------------------ | --------- | --------------------------------------------------- | ---------------------------------------------------------------------- | ----------- |
| Class 92     |      | Електровоз                                    | 1                | 87                 | 140                | 6         | Caledonian Sleeper (x6) Орендовано у GB Railfreight | Усі рейси Caledonian Sleeper між Лондон-Юстоном і Глазго та Единбургом | 1993–1996   |
| Mark 5 Coach |      | Вагон-салон пасажирський вагон спальний вагон | 16               | 100                | 161                | 75        | Caledonian Sleeper                                  | Усі рейси Caledonian Sleeper між Лондон-Юстон і Шотландією             | 2016–2018   |

### Потяги майбутнього
| Клас        | Фото                 | Тип                 | Вагонів у потязі | Найвища швидкість | Найвища швидкість | Кількість | Оператор | Маршрути                                                                         | Введення в дію |
| Клас        | Фото                 | Тип                 | Вагонів у потязі | mph               | km/h              | Кількість | Оператор | Маршрути                                                                         | Введення в дію |
| ----------- | -------------------- | ------------------- | ---------------- | ----------------- | ----------------- | --------- | --- | -------------------------------------------------------------------------------- | --- |
| Class 730/0 |                      | EMU                 | 3                | 90                | 145               | 36        | London Northwestern Railway                                                                                                  | Лондон-Юстон – Трінг, Мілтон-Кейнс-Центральний і Нортгемптон                     | початок 2023 |
| Class 730/0 | West Midlands Trains | EMU                 | 3                | 90                | 145               | 36        | Бірмінгем-Нью-стріт до Реддіча, Лічфілд-Трент-Веллі, Вулвергемптона, Волсолла, Фор-Оукс, Лонгбріджа та Бірмінгем-Міжнародний | 2023                                                                             | |
| Class 730/1 |                      | EMU                 | 5                | 110               | 177               | 29        | London Northwestern Railway                                                                                                  | 2023                                                                             | Лондон-Юстон до Трінг, Мілтон-Кінз-Центральний, Нортгемптон, Бірмінгем-Нью-стріт, Лондон-Юстон — Ліверпуль-Лайм-стріт |
| Class 730/1 | 16                   | EMU                 | 5                | 110               | 177               |           | London Northwestern Railway                                                                                                  | 2023                                                                             | Лондон-Юстон до Трінг, Мілтон-Кінз-Центральний, Нортгемптон, Бірмінгем-Нью-стріт, Лондон-Юстон — Ліверпуль-Лайм-стріт |
| Class 805   |                      | Дизель-електропоїзд | 5                | 125               | 200               | 13        | Avanti West Coast | Курсує між Лондон-Юстон до: Північного Уельсу, Честера та Шрусбері.              | 2023 |
| Class 807   |                      | EMU                 | 7                | 125               | 200               | 10        | Avanti West Coast | Курсує між Лондон-Юстон і Блекпулом, Бірмінгем-Нью-стріт і Ліверпуль-Лайм-стріт. | 2023 |